# Плющево
Плю́щево (рос. Плющево) — присілок у складі Грязовецького району Вологодської області, Росія. Входить до складу Юровського сільського поселення.

## Населення
Населення — 10 осіб (2010; 11 у 2002).
Національний склад (станом на 2002 рік):
- росіяни — 100 %